# Glashütter Weiher
Der Glashütter Weiher ist ein künstlich angelegter Weiher (eigentlich ein Stausee) bei Rohrbach im Saarland. Er befindet sich nordöstlich von Rohrbach (einem Ortsteil von St. Ingbert) und 2,5 km südöstlich von Spiesen im Staatsforst Blieskastel. 

## Erholungsraum und Naturschutzgebiet

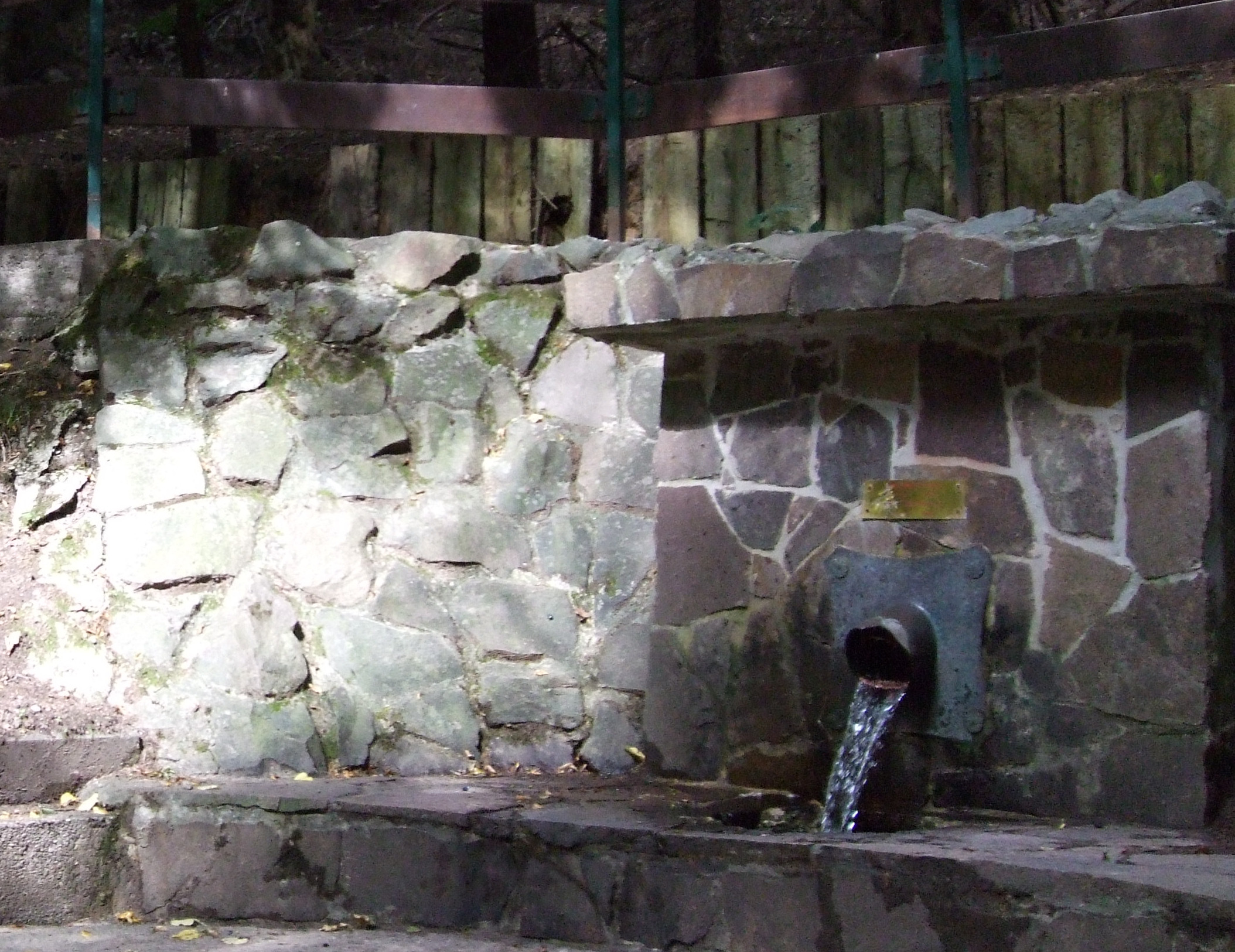
Lindenquelle, 2009

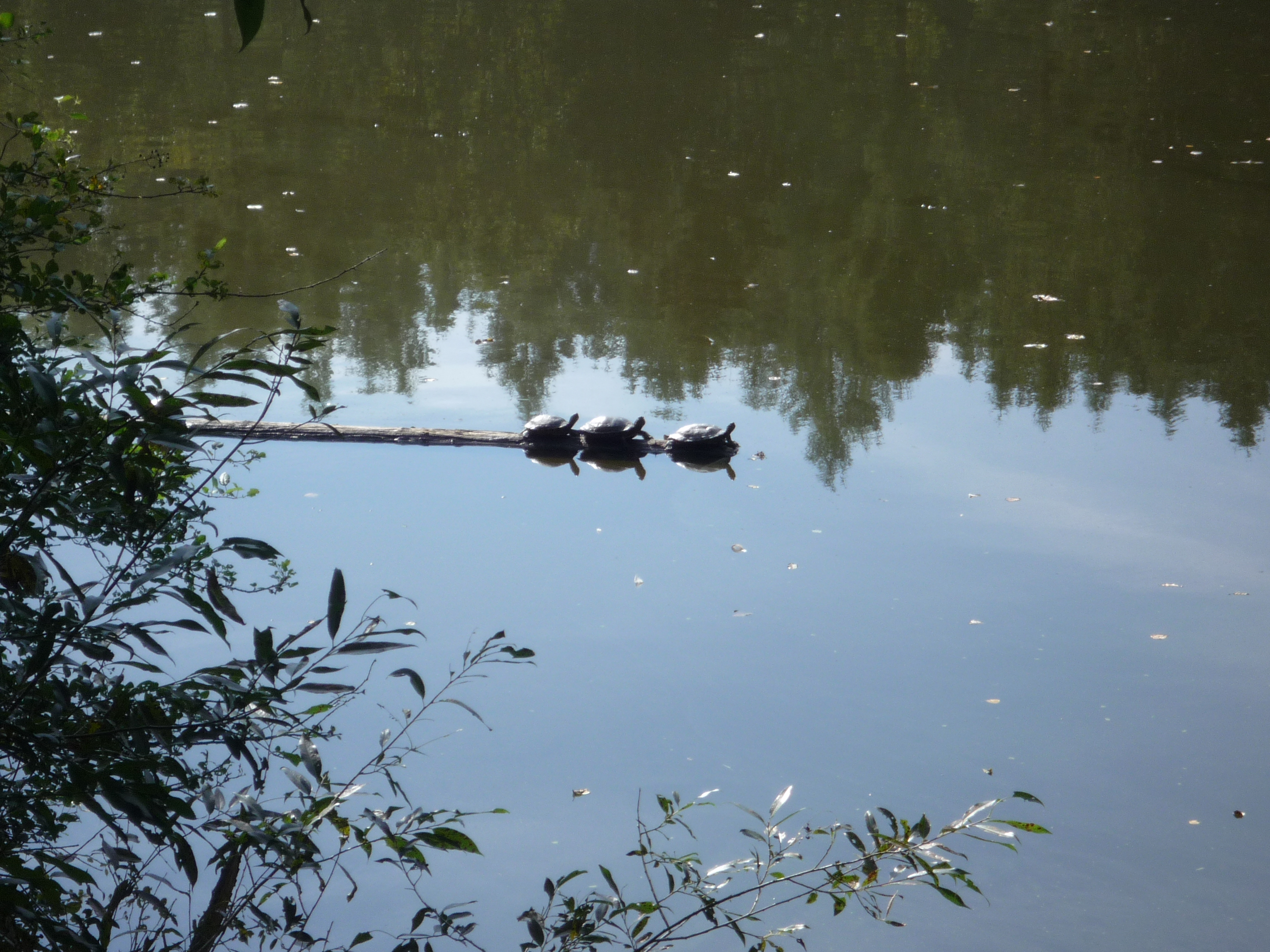
Schildkröten

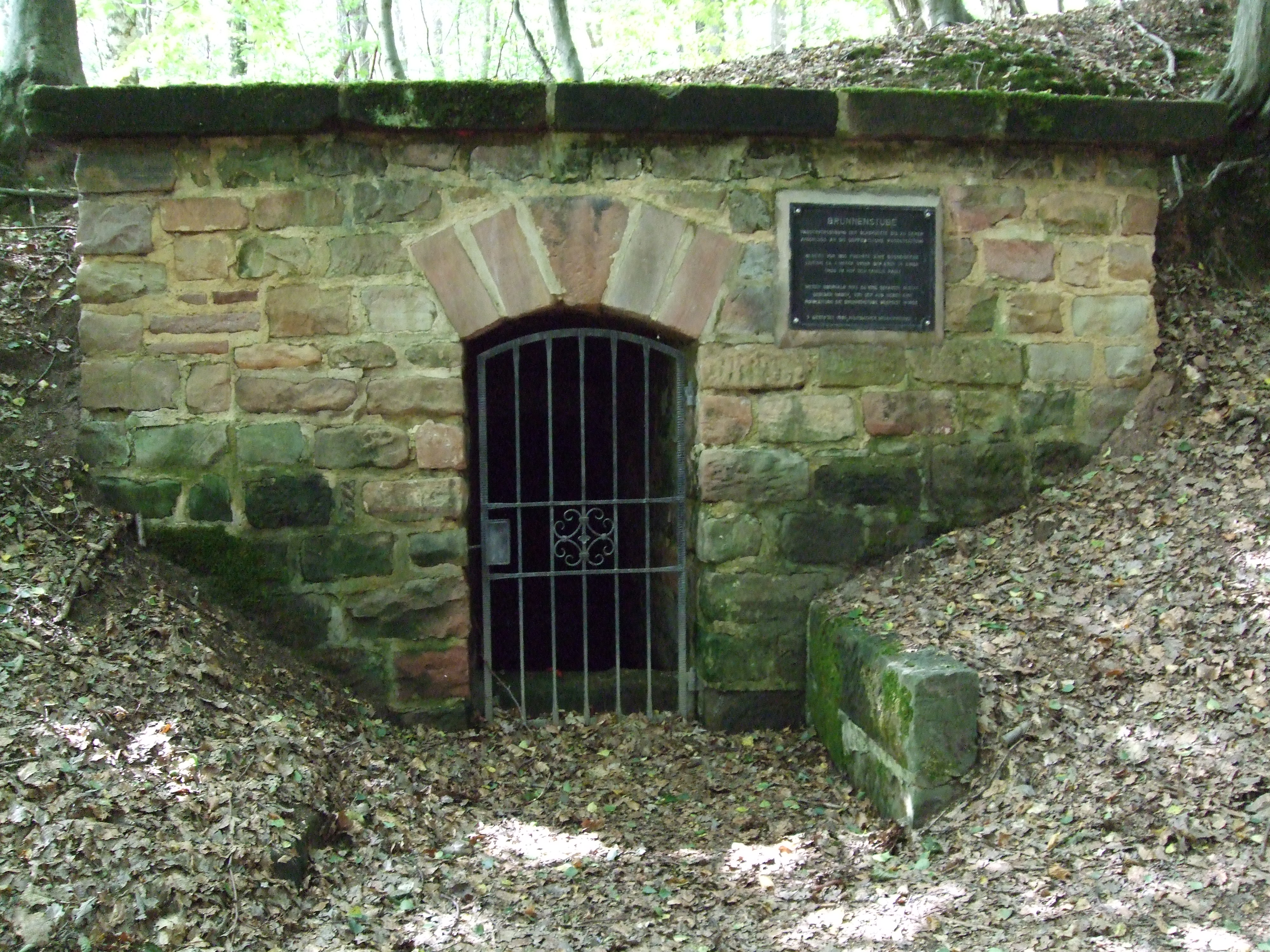
Brunnenstube

Am Glashütter Hof bestand von etwa 1747 bis 1754 eine Glashütte, danach ein landwirtschaftlicher Betrieb. Eine erste Gastwirtschaft bestand ab 1900. Das heutige Café wurde 1929 eröffnet und wird seit 1963 von der Familie Denne (heute Dumont) geführt. Eine Brunnenstube diente dem Glashütterhof bis zu deren Anschluss an die öffentliche Wasserversorgung.
Der Weiher ist etwa drei Hektar groß, etwa 460 m lang und bis zu etwa 106 m breit. Der See entstand durch das Aufstauen des Kleberbachs, eines Zuflusses des Rohrbachs. Ferner füllen die Lindenquelle, die 1967 ausgemauert und mit einem Kneippschen Wassertretbecken versehen wurde, und einige kleinere Quellen den Weiher. Entwässert wird der Glashütter Weiher über einen Mönchswerk genannten Ablauf. 
Beim Baubeginn 1968 wurde die Gemeinde von US-Army und Bundeswehr unterstützt. Aufgrund von Wasserverlust in Hohlräume aus der Tätigkeit der Saarbergwerke musste der Weiher kurz nach dem Aufstauen im April 1969 noch einmal abgelassen werden und die Hohlräume durch die Brunnenbohrfirma Jacob & Söhne mit Beton verfüllt werden.
Oberhalb des Weihers ist das Naturschutzgebiet Kleberbachtal ausgewiesen, unterhalb wurde das Naturschutzgebiet Im Glashüttental/Rohrbachtal mit Verordnung vom 5. November 1990 deklariert. Das Tal liegt im Naturraum St. Ingberter Senke.
1996 musste der Wasserspiegel um etwa 30 cm gesenkt werden, weil das Volumen des Weihers mit 144.000 Kubikmetern Wasser in DIN 19700 die Größe eines Weihers um 10.000 Kubikmeter überschritt; ansonsten hätte die Stadt St. Ingbert höhere Sicherheitsbestimmungen für einen Staudamm erfüllen müssen.
Der Weiher wird von Besuchern stark frequentiert, die den umgebenden Rundweg nutzen. Es gibt an dem unter anderem mit Karpfen besetzten See Angelsport, eine Angelhütte, eine Schutzhütte, einen Grillplatz und eine auch für Freikörperkultur genutzte Liegewiese. Der See ist Habitat für die Erdkröte. Unbekannte Täter töteten Ende März 2012 eine dreistellige Anzahl von Amphibien, indem sie sie mit einem Salz überschütteten. Im See kommt ferner die nordamerikanische Schnappschildkröte vor. Im See besteht Badeverbot.